# 湘江三桥 (湘潭市)
湘潭市湘江三桥（又名湘潭三大桥、湘潭湘江三桥），为双塔双索面预应力混凝土斜拉桥，位于湖南省湘潭市，桥北位于雨湖区，桥南位于岳塘区，为320国道的重要组成部分。桥全长1354.56米，宽24米，该桥主跨为270米双索面斜拉桥，两岸次跨各133米。该桥设双向四车道，桥面采用美国壳牌沥青铺设路面，人行道则由南京玄武石铺设，并使用了美国投光灯和南京高压钠灯进行亮化。该桥于1998年破土动工，2000年5月建成通车。湘潭三大桥相关建设技术于2002年9月获得湖南省科学技术进步一等奖。大桥由湘潭嘉祥路桥发展有限公司采用BOT方式投资，湘潭市三大桥建设指挥部组织实施，造价控制在1.85亿元以内。

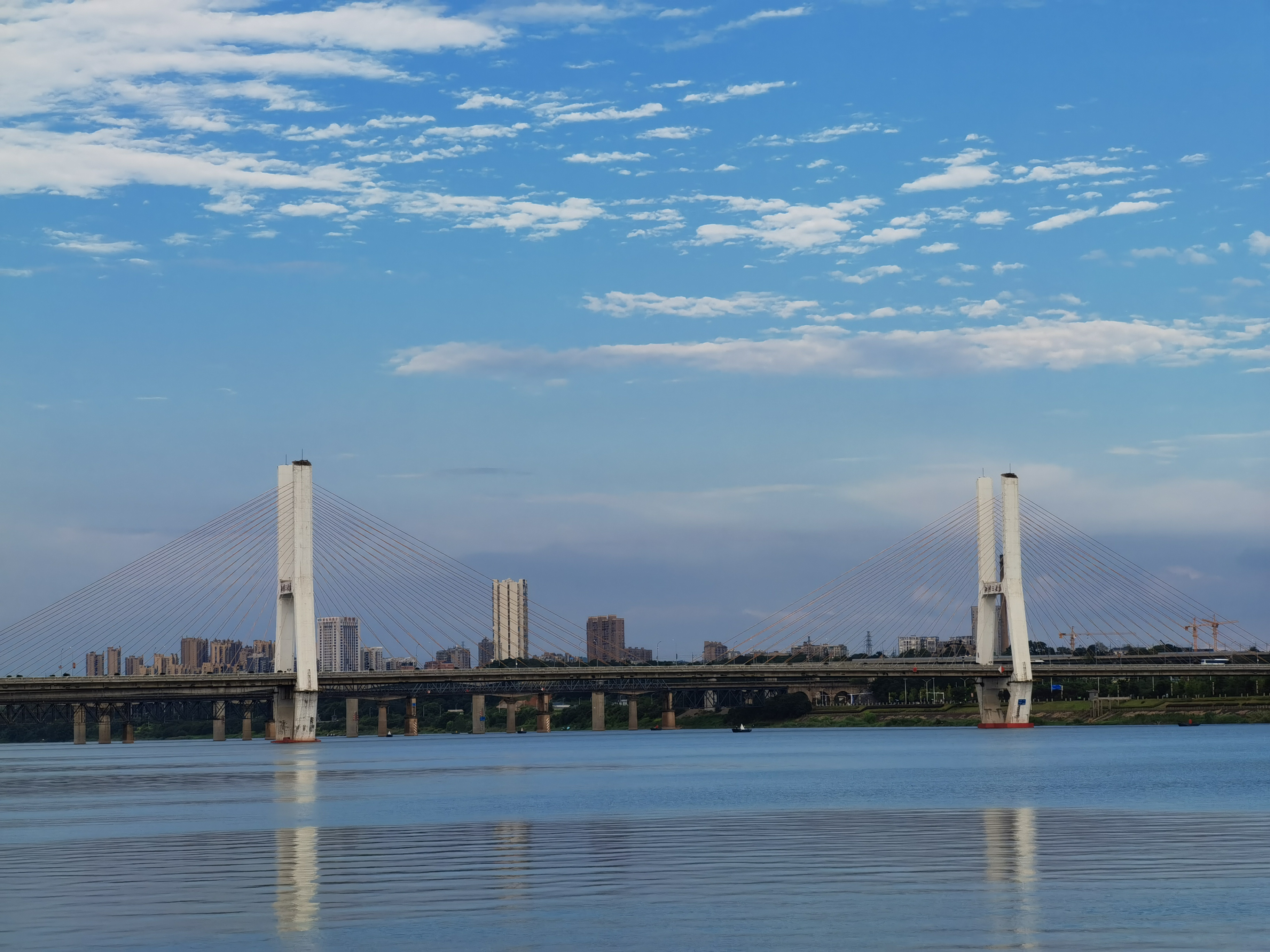
湘潭三大桥远景